# Четвертичная геология
Четвертичная геология (или четвертичная наука) — раздел геологии и палеогеографии, изучающий четвертичную систему и соответствующий ей период истории Земли, который начался примерно 2,6 млн лет назад и продолжается до сих пор.
Современное развитие науки началось с конца 1920-х годов в Европе, СССР и США.

## Направления четвертичной геологии
1. Генетическое — выяснение происхождения условий образования отложений.
2. Стратиграфическое — совершенствование стратиграфической шкалы четвертичного периода.
3. Палеогеографическое и палеоэкологическое — восстановление условий осадконакопления и экологической ситуации соответствующего времени.
4. Неотектоническое — изучение тектонических движений четвертичного периода и их влияния на покров четвертичных отложений.
5. Прикладное — разработка полезных ископаемых четвертичных отложений, изучение для нужд инженерной геологии, гидрогеологии.

## История
| система                                                                          | отдел      | ярус               | Ниж. граница, млн лет |
| -------------------------------------------------------------------------------- | ---------- | ------------------ | --------------------- |
| Антропоген                                                                       | Голоцен    | Мегхалайский       | 0,0042                |
| Антропоген                                                                       | Голоцен    | Северогриппианский | 0,0082                |
| Антропоген                                                                       | Голоцен    | Гренландский       | 0,0117                |
| Антропоген                                                                       | Плейстоцен | Верхний            | 0,129                 |
| Антропоген                                                                       | Плейстоцен | Тибанийский        | 0,774                 |
| Антропоген                                                                       | Плейстоцен | Калабрийский       | 1,80                  |
| Антропоген                                                                       | Плейстоцен | Гелазский          | 2,58                  |
| Неоген                                                                           | Плиоцен    | Пьяченцский        | больше                |
| Деление и золотые гвозди в соответствии с IUGS по состоянию на декабрь 2024 года |            |                    |                       |

Долгое время осадочные породы считались лишь наносами, скрывающими более древние породы. В самостоятельную формацию их выделил в конце XVIII века итальянский учёный Джованни Ардуино, когда он разделил все горные породы на первичные, вторичные, третичные (соответствующие в современном понимании палеозойским, мезозойским и кайнозойским отложениям). Самые молодые отложения он предложил называть «четвертичными подразделениями гор». Подобного мнения придерживался и французский геолог Жюль Денуайе, называя их «четвертичными».
В 1798 году академик В. М. Севергин разделял горы на:
1. Первородные (например, гранитные горы)
2. Второго происхождения (глинистые слоистые горы)
3. Третьего происхождения (известковые горы с окаменелостями)
4. Четвёртого образования (песчаные горы и холмы)

Термин «горы четвёртого образования» использовался в русской научной литературе до середины XIX века.
До 1883 года почвы считали наносами и называли потретичными или послетретичными образованиями (аналог четвертичных). В 1879 году В. В. Докучаев в Санкт-Петербургском университете читает первый специальный курс лекций О потретичных образованиях, где отдельно рассматривает образование, классификацию и картографию почв.
В 1888 году на геологическом конгрессе был официально утверждён термин «четвертичный период».
Большой вклад в начало изучения четвертичной геологии внёс академик Павлов, Алексей Петрович (автор термина «антропоген»).
Основателем московской школы геологов-четвертичников является Мирчинк, Георгий Фёдорович.
Во ВСЕГЕИ ленинградскую школу четвертичников и картографов возглавил Яковлев, Сергей Александрович

### Организации
В 1926 году на 2 съезде геологов СССР, в соответствии с пожеланиями участников съезда В. И. Вернадский внёс предложение обратиться в Академию наук СССР с обоснованием необходимости создания специального Института по изучению четвертичных отложений. В 1927 году вместо института была создана Комиссия по изучению четвертичного периода (КИЧП).
В 1928 году была создана Ассоциация по изучению четвертичного периода Европы, которая позднее была преобразована в Международный союз по изучению четвертичного периода (INQUA).
Также существуеют:
- Подкомиссия по стратиграфии четвертичной системы Международной комиссии по стратиграфии.
- Комиссия по четвертичной системе Межведомственного стратиграфического комитета (МСК) СССР / России.
- Комиссия по неогеновой и четвертичным системам МСК СССР / России.